# Groupe Flammarion
Il gruppo Flammarion è uno dei dieci maggiori gruppi editoriali francesi. Comprende diverse case editrici tra cui quella che ha dato il nome al gruppo, fondato nel 1875.

Il gruppo è attivo in Francia, Belgio, Svizzera e Canada.

Fin dal 1875, Flammarion ha sempre aspirato all'obiettivo del suo fondatore, Ernest Flammarion: «Proposer le meilleur contenu au plus grand nombre» («offrire il migliore contenuto al maggior numero [di persone]»).

Attraverso i suoi marchi, il gruppo Flammarion copre i generi della letteratura, dell'arte, del tempo libero, della scienza e delle discipline umanistiche. Pubblica libri tascabili per la scuola, fumetti, libri per giovani e libri di umorismo. Ha anche una propria rete di promozione e distribuzione. Dal 2012 fa parte del Groupe Madrigall.

## Storia

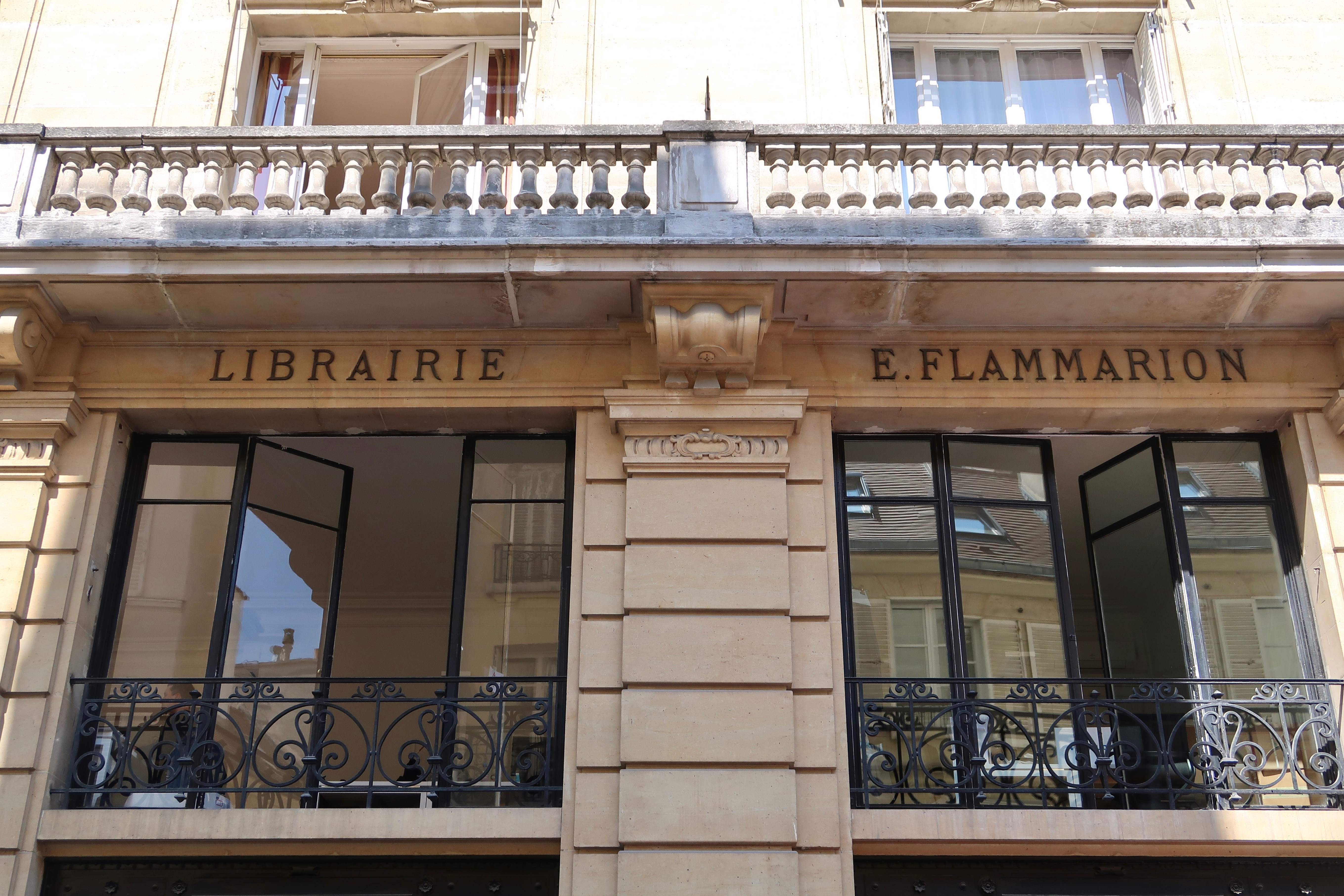
La sede storica al 26 di rue Racine (Parigi)

La nascita di questa casa è strettamente legata alla personalità di Ernest Flammarion, fratello dell'astronomo Camille Flammarion. Ernest iniziò a pubblicare i saggi e gli album del fratello per il grande pubblico, che diventeranno un vero successo editoriale alla fine del XIX secolo.
Nel 1876, Ernest si unisce al libraio parigino Charles Marpon (morto nel 1890) a formare la società "Charles Marpon e Ernest Flammarion": pubblicano una traduzione di 29 poesie tedesche dal titolo I Nibelunghi del barone Émile de Laveleye; in seguito acquista catalogo e magazzino della Libreria Internazionale A. Lacroix, Verboeckhoven e Co. di Bruxelles. 

Al catalogo si aggiungono Victor Hugo, Émile Zola e Jules Michelet. Uno dei primi successi è l'edizione illustrata di L'Assommoir (1878), pubblicata in società con Georges Charpentier. 

Con i profitti, pubblicano l'impressionante album L'Astronomie populaire di Camille Flammarion (1879), che dà un po' la linea editoriale per i successivi venti anni: predilezione per opere scientifiche alla portata di tutti e libri pratici.

Pertanto, due collane, "Ouvrages utiles" (1887) e "Bibliothèque Flammarion" (1890) si aprono su Storia, Antropologia, Botanica.

Il libro dell'antisemita Édouard Drumont, La France Juive, 1886) incontra un notevole successo con 62 000 copie vendute il primo anno. Vero «best seller del tardo diciannovesimo secolo» secondo le parole di Léon Poliakov, è ripubblicato nel 1888 in una versione popolare ridotta in un volume e ha 200 riedizioni in totale fino al 1914. 

La narrativa non è trascurata, grazie alla collana Auteurs célèbres (1889) e la pubblicazione di novità tra cui le opere di Hector Malot, che figurava da tempo alla testa delle vendite, e la pubblicazione di storie di viaggio autentiche (Jean-Baptiste Charcot, Frederick Cook, ecc.). 

Nel 1902, dopo che aveva lasciato le famose edizioni Félix Alcan, a Gustave Le Bon fu affidata La Bibliothèque de Philosophie scientifique. 

Lo stesso anno, Flammarion innova lanciando una raccolta di romanzi popolari in formato tascabile e copertina illustrata a colori a 95 centesimi di franco. 

Tra il 1905 e il 1925, Flammarion conosce un vivace successo con romanzieri come Victor Margueritte, Maurice Genevoix, Henri Barbusse, Colette, spesso vincitori di prestigiosi premi letterari. 

Nel 1914 Max e Alex Fischer lanciarono Select-Collection. 

Nel 1922 viene lanciata la collezione Bibliothèque des connaissances médicales ("Biblioteca di conoscenze mediche") che diventerà molto più tardi la Flammarion Médecine. Flammarion Médecine
Nel 1930 cominciano a comparire i famosi album di Père Castor, inaugurando un mercato molto promettente, quello dei giovani.
 Durante l'Occupazione, Charles e Armand Flammarion si compromettono con i nazisti occupanti e con il Regime di Vichy: saranno puniti nel 1945 dalla Commissione per l'Epurazione dell'Editoria. 

Nel 1958 la collezione tascabile J'ai Lu fu creata da Frédéric Ditis.
Negli anni '60 Garnier e Flammarion si unirono per lanciare la collana dei "Classici Garnier-Flammarion", che da in seguito è diventata una collezione del Gruppo sotto il nome di GF Flammarion. 

Nel 1977, Flammarion acquistò le edizioni Arthaud. Dal 1986 al 1995, Françoise Verny è la direttrice editoriale e del settore audiovisivo del gruppo. Negli anni '80 sono aperte le librerie Flammarion 4  e offrono, oltre a libri d'arte, edizioni di oggetti di design in edizione limitata. 

Nel 1999, Raphael Sorin pubblicò Les Particules élémentaires (Le particelle elementari) di Michel Houellebecq. Grazie a questo autore, tradotto in tutto il mondo, Flammarion ha vinto il Premio Goncourt nel 2010 con La Carte et le Territoire.
Flammarion rimase una casa editrice a conduzione familiare dal 1876 al 2000: dopo Ernest, fu suo figlio Charles a subentrare nel 1918, seguito nel 1967 da Henri, e poi Charles-Henri nel 1985, che manterrà il controllo del gruppo anche dopo la quotazione in borsa nel giugno 1996, con una capitalizzazione valutata a più di un miliardo di franchi (220 milioni di euro).
Nell'ottobre 2001, la famiglia Flammarion vende le proprie quote azionarie al gruppo italiano RCS MediaGroup (Gruppo Rizzoli - Corriere della Sera) che ne prende il controllo. Nel 2005, la gestione è affidata a Teresa Cremisi. Nel 2005, la casa lascia la storica sede di rue Racine a Parigi per il Quai Panhard-et-Levassor.
In 2012, il Groupe Madrigall (società-madre della casa editrice Gallimard) compra da RCS MediaGroup il gruppo Flammarion per un importo di 251 milioni di euro. 

Il 30 aprile 2015, Teresa Cremisi ha annunciato al settimanale Livres-Hebdo le sue dimissioni dalla direzione di Flammarion, dove manterrà solo le funzioni di direttore di collana. È stata sostituita da Gilles Haéri nel 2015, direttore generale delle edizioni Flammarion dal 2001.

## Principali case editrici del gruppo
- Les éditions Flammarion: 
  - Aubier-Montaigne
  - Autrement
  - Arthaud
  - Champs Flammarion
  - Étonnants classiques
  - Climats
  - J'ai lu
  - Librio
  - Garnier-Flammarion
  - La Maison rustique
  - Pygmalion
  - Père Castor